# Интерполяция линейных операторов
Интерполяция линейных операторов — направление функционального анализа. рассматривающее банаховы пространства как элементы некоторой категории. Общая теория интерполяции линейных операторов была разработана, начиная с 1958 года, в работах С. Г. Крейна, Ж.-Л. Лионса, Ж. Петре. Имеет многочисленные приложения в теории рядов Фурье, в теории приближений, в теории уравнений в частных производных. 